# 于尔娃·林德贝里
于尔娃·林德贝里（瑞典語：Ylva Lindberg，1976年6月29日—），瑞典女子冰球运动员。她曾代表瑞典参加1998年、2002年和2006年冬季奥林匹克运动会冰球比赛，共获得一枚银牌和一枚铜牌。